# Lisets (Lovetsj)
Lisets (Bulgaars: Лисец) is een dorp in Bulgarije. Het dorp is gelegen in de gemeente Lovetsj, oblast Lovetsj. Het dorp ligt hemelsbreed op een afstand van 7 km van de stad Lovetsj en 121 km van Sofia.

## Bevolking
Op 31 december 2019 telde het dorp 690 inwoners.
|  |

Van de 814 inwoners reageerden er 802 op de optionele volkstelling van 2011. Van deze 802 respondenten identificeerden 776 personen zichzelf als etnische Bulgaren (96,8%), gevolgd door 22 Bulgaarse Turken (2,7%) en 4 ondefinieerbare personen (0,5%).